# Hofdame
En hofdame er en kvindelig personlig assistent ved et hof, som ledsager og bistår en dronning, prinsesse eller andre adelsdamer ved officielle anledninger. En hofdame er ofte en adelsdame af lavere rang end den hun bistår, og regnes ikke som tjener. Pligterne varierer fra hof til hof.
I det danske kongehus har Dronning Margrethe fire hofdamer:
- Hofdame, oberstinde Annette de Scheel
- Hofdame Annelise Wern
- Hofdame Jette Nordam
- Hofdame Henriette Obel[1]

Kronprinsesse Mary har en hofdame:
- Henriette Ellermann-Kingombe (siden 2021)

Prinsesse Marie har en hofdame:
- Britt Davidsen Siesbye

Og Prinsesse Benedikte en hofdame:
- Kristina Treschow